# فيدور كراوزه
فيدور كراوزه (بالألمانية: Fedor Krause)‏ هو جراح وأستاذ جامعي ألماني، ولد في 10 مارس 1857 في Mieroszów ‏ في بولندا، وتوفي في 20 سبتمبر 1937 في وادي غاشتاين في النمسا.